# Sardine Peak Lookout
Le Sardine Peak Lookout est une tour de guet du comté de Sierra, en Californie, dans l'ouest des États-Unis. Situé à 2 480 m d'altitude dans la Sierra Nevada, il est protégé au sein de la forêt nationale de Tahoe. Il a été construit en 1935 par le Civilian Conservation Corps.